# Iasen, Plevna
Iasen (în bulgară Ясен) este un sat în comuna Plevna, regiunea Plevna,  Bulgaria. 

## Demografie
Componența etnică a satului Iasen
     Romi (2,94%)
     Turci (3,93%)
     Bulgari (79,23%)
     Nicio identificare (13,51%)
     Altele (0,36%)
La recensământul din 2011, populația satului Iasen era de 2.442 locuitori. Din punct de vedere etnic, majoritatea locuitorilor (79,23%) erau bulgari, existând și minorități de turci (3,93%) și romi (2,94%). Pentru 13,51% din locuitori nu este cunoscută apartenența etnică.